# NGC 2721
NGC 2721 is een spiraalvormig sterrenstelsel in het sterrenbeeld Waterslang. Het hemelobject werd op 1 februari 1786 ontdekt door de Duits-Britse astronoom William Herschel.

## Synoniemen
- MCG -1-23-15
- PGC 25231